# سامسونج جالكسي إس 3 ميني
جلاكسي إس 3 ميني (بالإنجليزية: Samsung Galaxy S III Mini)‏ هو هاتف ذكي من إلكترونيات سامسونج ضمن سلسلة سامسونج جالاكسي يعمل بنظام أندرويد، تم طرحه في الأسواق في 2012.

## الخصائص
- نظام التشغيل: أندرويد
- إصدار النظام: 4.1.2
- الكاميرا الخلفية: 5 ميجابكسل قادرة على التقاط فيديو عالي الدقة 720×1280
- الشاشة: 4" (800×480) amoled تعمل باللمس السعوي
- الوزن: 111.5 غ (3.93 أونصة)
- المعالج: 1 جيجا هرتز ثنائي النواة Cortex A9

(ARM V7 NEON)
- الذاكرة: 1 جيجابايت
- التخزين:8 جيجابايت ذاكرة وميضية
- الحساسات: حساس البعد، البوصلة، gyroscope

## وصلات خارجية
- الموقع الإلكتروني